# 烏干達銀行
烏干達銀行是烏干達的國家銀行和中央銀行。

## 外部連結
- 烏干達銀行網站（页面存档备份，存于）(英語)